# Vườn quốc gia Beedelup
Vườn quốc gia Beedelup là một vườn quốc gia của tiểng bang Tây Úc, (Úc), cách thành phố Perth - thủ phủ của tiểu bang - 277 km về phía nam. Vườn này nằm bên đường Vasse Highway, khoảng 10 km phía tây của thành phố Pemberton.
Vườn này ẩm ướt và cây cối tươi tốt vì có nhiều nước.
Vườn này trồng phần lớn các cây bạch đàn thuộc các loại Eucalyptus diversicolor, xen lẫn loại Eucalyptus marginata và Corymbia calophylla.
Điểm hấp dẫn nhất của vườn quốc gia này là thác Beedelup, có lưu lượng nước nhiều trong mùa đông và mùa xuân.
Một cầu treo được xây dựng năm 1995 bắc qua sông Beedelup Brook cho một cảnh nhìn tốt về thác nước.